# Eduardo Casar

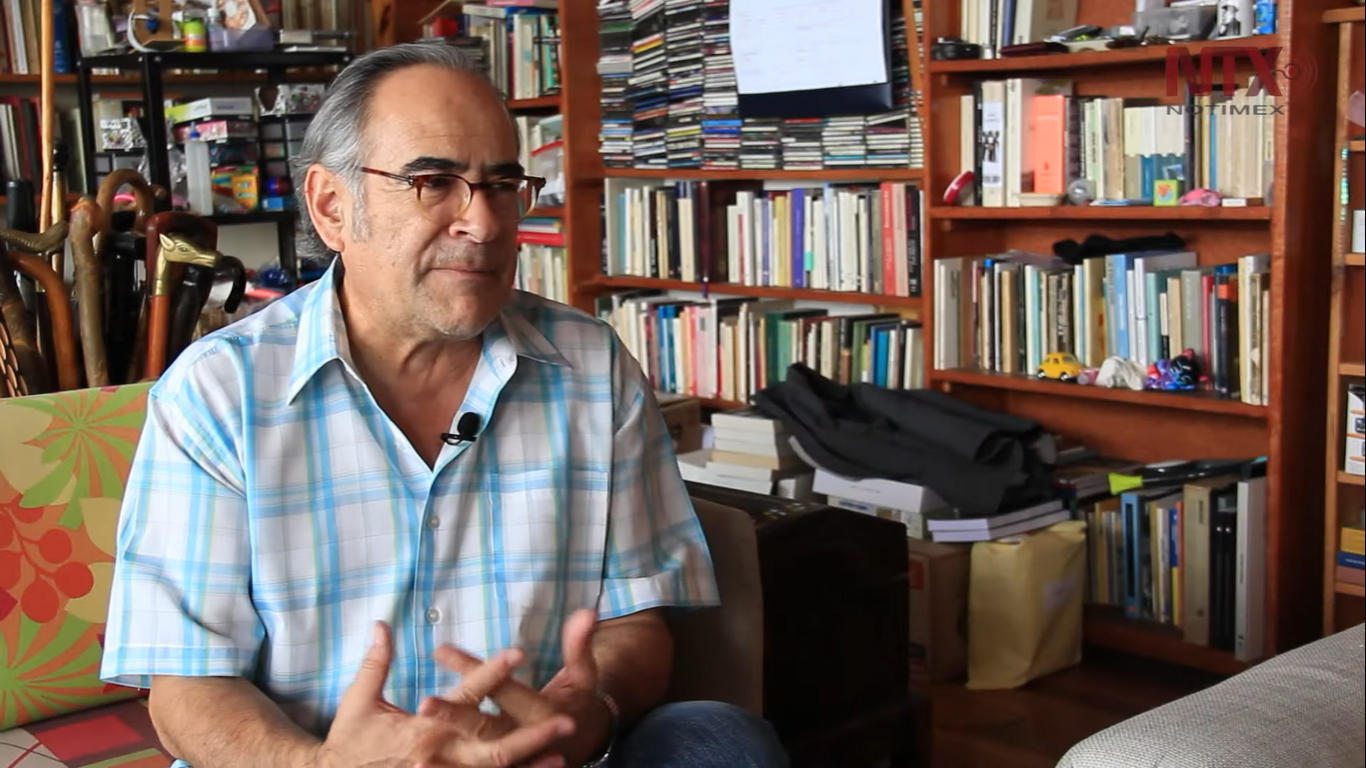
Eduardo Casar en 2019.

Eduardo Casar González (Ciudad de México; 6 de marzo de 1952). Escritor mexicano.

## Trayectoria
Doctor en Lengua y Literatura Hispánicas por la Facultad de Filosofía y Letras, con la tesis Para qué sirven Paul Ricœur y otros en crítica y creación literarias, de la UNAM, donde es profesor de tiempo completo. 
A su vez, es profesor del Taller de Composición Literaria, de la Escuela de Escritores de la SOGEM, de Coyoacán, en la Ciudad de México. 
Además es conductor, desde 1994, del programa radiofónico Voces interiores de la Dirección General de Vinculación Cultural del CONACULTA y Radio Educación; y del programa de televisión La dichosa palabra, que se transmite en el canal 22 de México los sábados con repetición los lunes.
Recibió, por un trabajo colectivo, el Premio de Ensayo Literario José Revueltas en 1976.
El Gobierno del Estado de México le otorgó, en abril de 2009, el Premio Internacional de Literatura Letras del Bicentenario "Sor Juana Inés de la Cruz", por su libro de poesía Grandes maniobras en miniatura.

## Obra

### Poesía
- Noción de travesía, Mester, 1981.
- Son cerca de cien años, UNAM, 1989.
- Caserías, UNAM, 1993.
- Mar privado, CONACULTA/ Instituto Cultural de Aguascalientes, 1994.
- Parva natura, Plan C Editores, CONACULTA, México, 2006, ISBN 968-5395-22-5.
- Habitado por dioses personales, CONACULTA /Calamus, Oaxaca, 2006, ISBN 968-9045-15-6. 90 p.
- Ontología personal, 2008.
- Grandes maniobras en miniatura, Biblioteca Mexiquense del Bicentenario. Gobierno del Estado de México. Toluca, 2009.
- Para qué sirve Paul Ricoeur en crítica y creación literarias, Universidad Iberoamericana, 2011, ISBN 978-6074-1712-35.
- Unos poemas envozados, UNAM, 2012.
- Vibradores a 500 metros, Parentalia ediciones, 2013, ISBN 978-6079-6160-07.

### Narrativa
- Las aventuras de Buscoso Busquiento (en colaboración con Alma Velasco), CONACULTA/ Grijalbo, 1994.
- Amaneceres del Húsar, Alfaguara, 1996.

### Guion de cine
- Gertrudis Bocanegra, filmada en 1991, Género Drama, Dirigida por Ernesto Medina Torres.

### Ensayos
- Palabras del exilio i. Contribución a la historia de los refugiados españoles en México, 1980, coautor.

### Antología
- Silabario del corazón de Ramón López Velarde. Ediciones SM, 2005 - 120 p.

- Datos: Q5340552
- Multimedia: Eduardo Casar / Q5340552